# Miletín
Miletín (deutsch: Miletin) ist eine Stadt in Tschechien. Sie liegt 18 Kilometer östlich von Jičín an der Bystřice und gehört zum Okres Jičín.

## Geschichte
Die erste schriftliche Erwähnung von Miletín erfolgte für das Jahr 1124 in der Vita des 1189 heiliggesprochenen Bischofs Otto von Bamberg. Er kam durch Miletín, das im Besitz der böhmischen Fürsten war, auf seiner Missionsreise auf dem Weg über Prag und Sadská nach Pommern. Auf der Feste Miletín, die als Fürstenhof diente, begrüßte und beherbergte ihn der herrschende böhmische Fürst Vladislav I. und überreichte ihm Geschenke.
Unterhalb der Feste entwickelte sich eine Siedlung, die 1228 im Besitz des königlichen Mundschenks Zbraslav von Vchynic und Miletin war. Dessen Witwe Domoslava schenkte mit Zustimmung König Wenzels I. die Besitzungen 1241 dem Deutschen Ritterorden. Er errichtete hier die Kommende Miletin, der auch das Richteramt und die Niedere Gerichtsbarkeit zustanden. Zu dieser Zeit hatte der Hochmeister auch das Landesmeisteramt von Preußen inne, hierdurch wurde Böhmen zur Kammerballei des Ordens. Der Baron, Bodo von Torgau, der Lehnsherr von Arnau und Hof (Königinhof) und der Ritter von Kottwitz, Herr auf Kottwitz, deren Lehnsorte bei Miletin lagen, nutzten ihren Einfluss durch den Orden übergreifend in Sachsen, Franken, Böhmen und Preußen.
Wie einer 1261 durch den Prager Bischof Johann III. veranlassten Vermessung der Pfarrei Miletín entnommen werden kann, bestand die Herrschaft Milétin damals aus 15 Dörfern. Im selben Jahr ist Miletín als Marktort nachgewiesen.
1404 trat der Komtur des Ordens einen Teil der – vermutlich verschuldeten – Ordensbesitzungen an den böhmischen Oberstburggrafen Johann Kruschina von Lichtenburg ab. Nach dessen Tod 1407 gelang es dem Orden, die Besitzungen zurückzuerwerben. 1410 verpachtete er sie an Beneš von Choustník auf dessen Lebenszeit. Aus näher nicht bekannten Gründen bemächtigte sich nach dessen Tod Johann Městecký von Opočno Miletíns. Wann die Ordensbrüder Miletín verließen, ist nicht bekannt. Noch 1424 wurde der Ordensbruder Nikolaus zum Pfarrer von Miletín ernannt. 1437 verpfändete König Sigismund Miletín mit den zugehörigen Dörfern an Hynek Kruschina von Lichtenburg, dem vermutlich Miletín rechtlich schon seit dem Tod seines Vaters 1407 zugestanden hätte. Nach Hyneks Tod 1454 erbte Miletín sein Sohn Wilhelm Kruschina, bei dessen Nachkommen es bis zum Verkauf an Jan Trčka von Lípa im Jahre 1522 verblieb. 1540 erwarb Miletín Sigmund Smiřický von Smiřice, nach dessen Tod 1548 es auf seinen Sohn Albrecht überging, der es 1560 an Georg von Waldstein verkaufte.
Georg von Waldstein erhob 1560 Miletín zur Stadt und sorgte für bessere Lebensbedingungen seiner Untertanen, für die er sich auch als Wohltäter betätigte. 1565 errichtete er ein Rathaus aus Stein, und für 1586 ist ein Schulhaus belegt. Ihm zu Ehren ziert seit 1580 der hl. Georg das Stadtwappen. Die Waldsteiner behielten Miletín bis zum Verkauf an Georg Friedrich von Oppersdorff 1692. Unter seiner Herrschaft wurde 1693–1701 das Barockschloss errichtet.

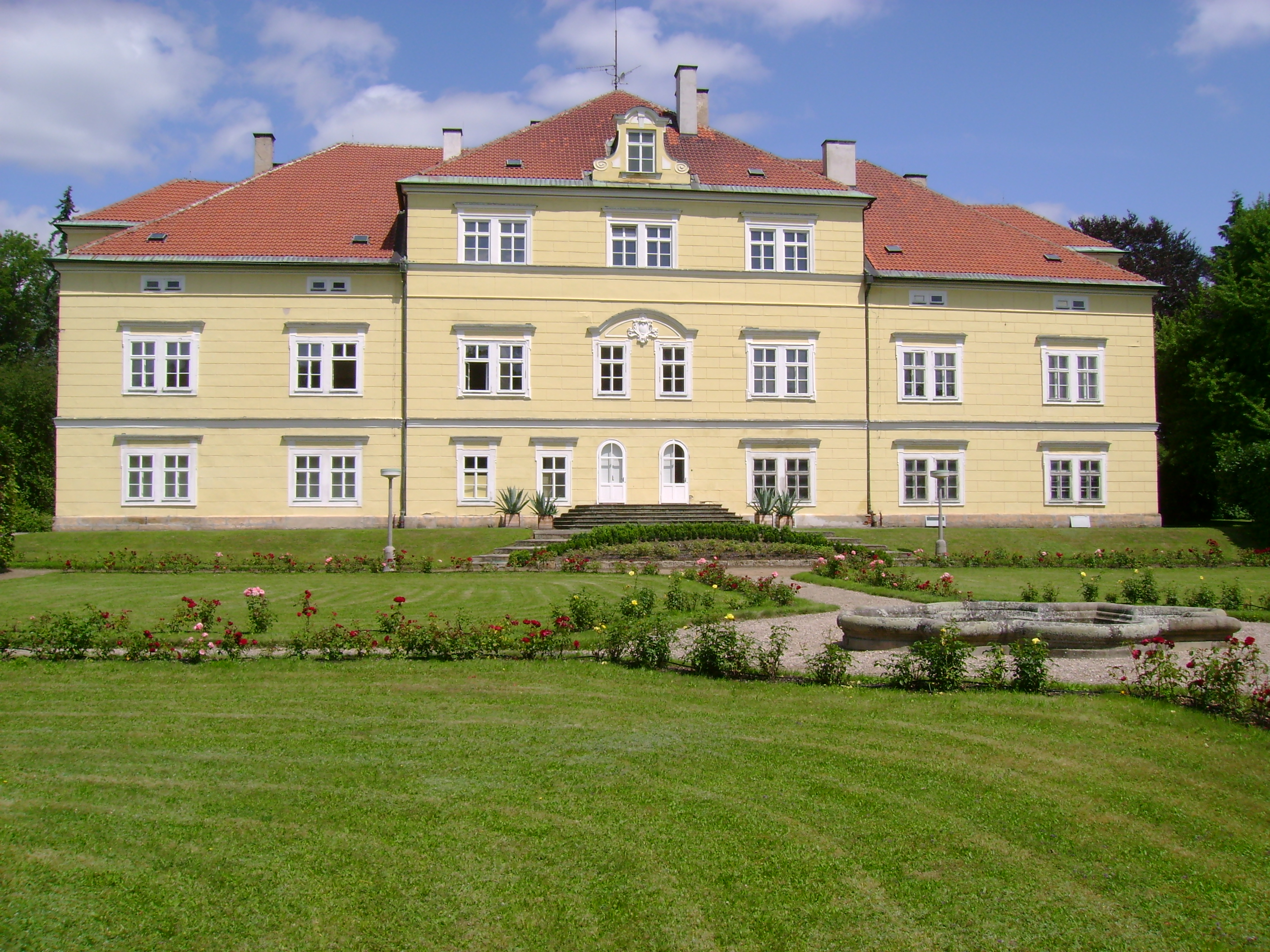
Schloss Miletín

Ab 1743 kam es zu häufigen Besitzerwechseln. 1846 vernichtete ein Feuer weite Teile der Stadt, bei dem auch das Schloss beschädigt wurde. Es wurde unter Hynek Václav Falge wieder aufgebaut und instand gesetzt. Weitere Schlossumbauten erfolgten ab 1881 unter Alexander von Schönburg-Hartenstein, der auch die Umgestaltung des Schlossparks zu einem Englischen Garten veranlasste.
Den Großgrundbesitz der ehemaligen Herrschaft Miletín erwarb 1914 die Mährische Agrarbank. Das Schloss mit den zugehörigen Gütern kaufte im selben Jahr Jan Alfons Šimáček, der die Besitzungen 1941 seiner Tochter Marie, verh. Stýblová, vererbte.
Nach dem Zweiten Weltkrieg verlor Miletín den Status einer Stadt, erlangte ihn jedoch im Jahre 2006 von Neuem. Von wirtschaftlicher Bedeutung ist eine Niederlassung der Zwickauer Kammgarnfabrik, in der Kammgarn produziert wird.

## Sehenswürdigkeiten

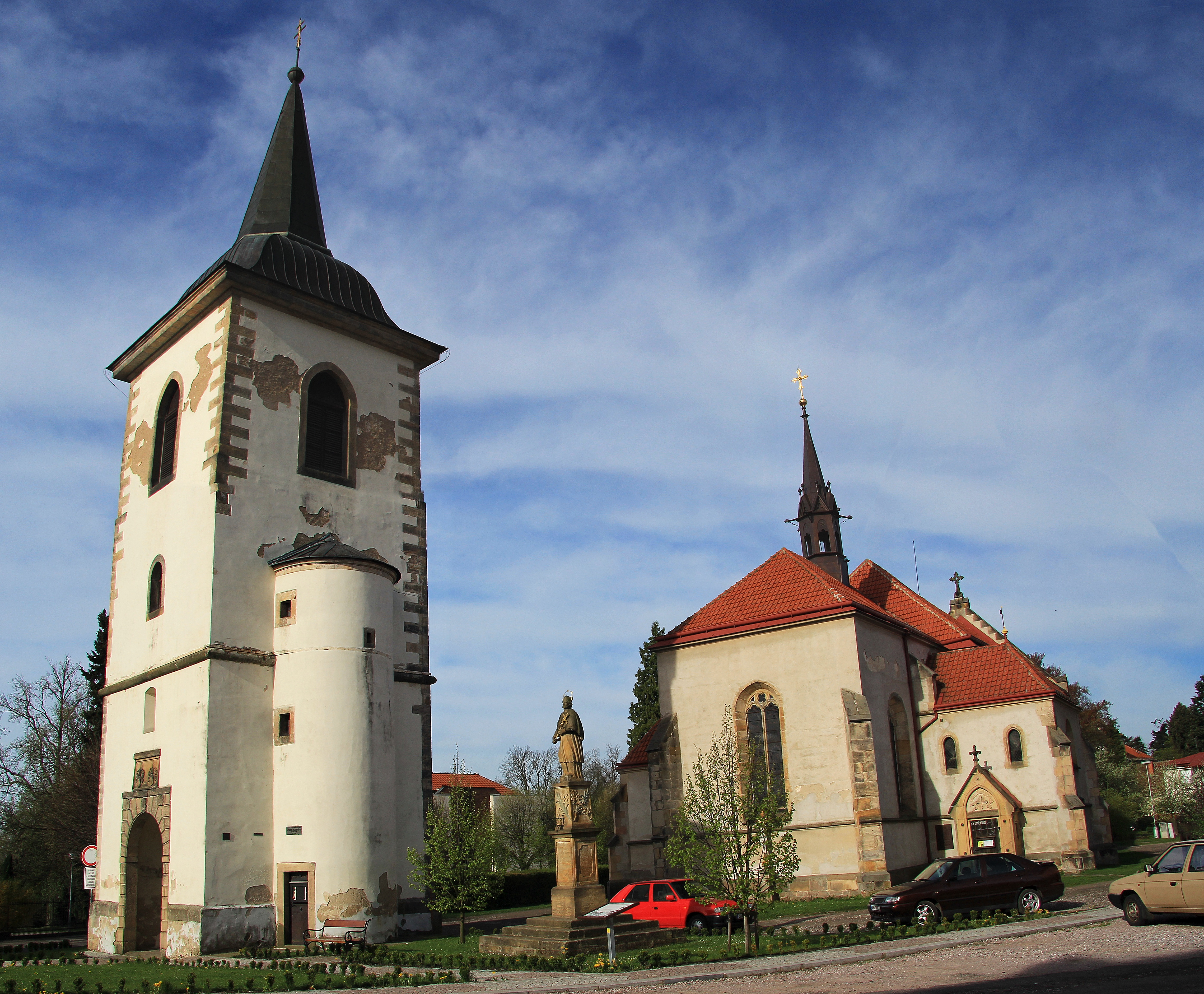
Glockenturm (ehem. Eingangstor zu der Kommende des Deutschen Ordens) und Pfarrkirche Mariä Verkündigung

- Der freistehende Turm bildete ursprünglich das Eingangstor zu der Kommende des Deutschen Ordens. Er wurde 1586 auf drei Stockwerke erhöht.
- Die Pfarrkirche Mariä Verkündigung wurde im 13. Jahrhundert errichtet und später mehrmals umgebaut, erweitert und stilistisch verändert.
- Das Schloss liegt westlich von der Pfarrkirche. Es wurde 1693–1701 im Barockstil errichtet und mehrmals umgebaut und instand gesetzt. 1847 wurde es im Stil des Empire verändert. Es ist nicht für die Allgemeinheit zugänglich. Der geöffnete Schlosspark beherbergt seltene Nadel- und Laubbäume.
- Die Kapelle des hl. Johann von Nepomuk errichtete um 1750 die damalige Herrschaftsbesitzerin Maria von Magnis, verh. Kolowrat.

## Ortsteile
Für Miletín sind keine Ortsteile ausgewiesen.

## Persönlichkeiten
- Česlav Vaňura (1694–1736), böhmischer Komponist des Barock und ein Priester der Minoriten
- Karel Jaromír Erben (1811–1870), tschechischer Schriftsteller